# Liban la Concursul Muzical Eurovision
Liban nu a participat niciodată la  Concursul Muzical Eurovision. Télé Liban, trebuia să facă țara să debuteze la Concursul Muzical Eurovision 2005 cu piesa "Quand tout s'enfuit" interpretată de Aline Lahoud, dar a renunțat din cauza faptului ca țara nu dorea să difuzeze piesa Israelului.

## Selecție națională
Pe 21 octombrie 2004, Ibrahim El Khoury, președintele televiziunii Télé Liban, a afirmat că Liban dorește să-și facă debutul în anul 2005 la Kiev, Ucraina. Pe 3 noiembrie ,s-a anunțat că  Aline Lahoud a fost selectată să reprezinte Liban. Piesa ei din orient-occident, "Quand tout s'enfuit", interpretată in limba franceză și scrisă de Jad Rahbani și Romeo Lahoud, a fost selectată pe la mijlocul lunii februarie. Lahoud trebuia să prezinte melodia ei în semifinală din 19 mai 2005.

## Retragere
Pe 15 decembrie 2004, Télé Liban a anunțat că țara este forțată să se retragă din motive financiare, negând faptul conflictului politic cu Israel. Totuși, cinci zile mai târziu, EBU a rezolvat problema cu Télé Liban și astfel Liban ajunge pe lista oficială a țărilor participante din 2005.
La începutul lui martie 2005, pe site-ul oficial libanez al Concursului Muzical Eurovision, în lista participanților, Israel nu apărea. EBU a rugat Télé Liban să rezolve problema în 24 de ore, altfel riscă eliminarea, site-ul a retras întreaga listă a participanților și în schimb au pus un link care ducea spre Eurovision.tv, site-ul oficial al Concursului Muzical Eurovision.
Spre sfârșitul lunii, EBU a discutat cu Télé-Liban să fie siguri că aceștia vor difuza întreg concursul, inclusiv piesa Israelului, fără întreruperi. Télé Liban nu a garantat aceasta, așa că pe 18 martie 2005, Liban a fost forțată să renunțe. Télé-Liban a scris pe site-ul sau "nu este permis să nu difuzeze intrarea Israelului, încalcând astfel regulile concursului din 2005" și s-a retras. Datorită retragerii Télé Liban aproape după trei luni de la deadline-ul din 15 decembrie, EBU a penalizat Tele Liban cu trei ani de absență în privința participării la Concursul Muzical Eurovision.
Cu trei ani de penalizare, Télé Liban nu a mai putut participa în concurs până în 2009 .
În 2007, cântărețul libanez Mika a afirmat că dorește să reprezinte țara la concursul din 2008. Participarea acestuia nu s-a dus la bun sfârșit, iar țara nu a mai încercat să participe de atunci.

## Încercare
| An   | Gazda | Artist       | Cantec                    | Finala | Puncte | Semi | Puncte |
| 2005 | Kiev  | Aline Lahoud | '''Quand Tout S'Enfuit''' | X      | X      | X    | X      |